# Sargdeckel (Namibia)
Der Sargdeckel (englisch Mount Sargdeckel) ist ein markanter Kegelberg in Namibia mit einer Höhe von 1667 m. Er liegt rund 10 Kilometer südöstlich von Karibib in der Region Erongo. In der näheren Umgebung liegt ostnordöstlich mit der Jungfrau ein weiterer Kegelberg mit ähnlicher Höhe.